# فرودگاه چیچستر/گودوود
فرودگاه چیچستر/گودوود (به انگلیسی: Chichester/Goodwood Airport) (به زبان بومی: Goodwood Airfield) یک فرودگاه خصوصی با کد یاتا QUG است که یک باند فرود چمن دارد و طول باند آن ۸۵۵ متر است. این فرودگاه در کشور انگلستان قرار دارد و در ارتفاع ۳۴ متری از سطح دریا واقع شده‌است.